# Future History (livro)
Este artigo é sobre a série História do Futuro de Robert A. Heinlein. Para o subgênero literário história futura, consulte história futura.
Future History (História do Futuro) de Robert A. Heinlein, descreve um futuro projectado para a espécie humana de meados do século XX até o início do século XXIII, posteriormente estendida até o quinto milênio. A expressão Future History foi criada por John W. Campbell na edição de fevereiro de 1941 da Astounding Science Fiction. Campbell publicou um primeiro esboço do quadro cronológico de Heinlein para a série na edição de março de 1941.

## Histórico
Heinlein escreveu cedo em sua carreira a maior parte das histórias da Future History, entre 1939-1941 e entre 1945-1950. A maior parte das histórias da série escritas antes de 1967 foram reunidas na antologia The Past Through Tomorrow, o qual também contém a versão final do quadro cronológico. Esta antologia não inclui Universe e Common Sense, que foram publicados separadamente como Orphans of the Sky.
Future History foi indicada para o Prémio Hugo de Melhor Série de Todos os Tempos (Best All-Time Series) em 1966, junto com a série Barsoom de Edgar Rice Burroughs, a série Lensman de E. E. Smith, a série Fundação de Isaac Asimov e a série O Senhor dos Anéis de J. R. R. Tolkien, e acabou perdendo para a Fundação de Asimov. 
Em seus últimos anos, Heinlein voltaria a escrever na Future History: Time Enough For Love conta as memórias de Lazarus Long, passando-se após o ano 4000, mas com flashbacks para anos anteriores. O final de Number of the Beast e partes de The Cat Who Walks Through Walls tem elementos da Future History, e To Sail Beyond the Sunset, as memórias de Mama Maureen (mãe de Lazarus Long) revivem a Future History, do ponto de vista dela, e com significativas alterações nas datas da série original.